# Ana Perichon
Marie Anne Périchon de Vandeuil (Saint-Denis, Isla de La Reunión, c. 1775-La Matanza, 1 de diciembre de 1847) fue una aristócrata francesa, afincada en Argentina. Fue apodada como "La Perichona" o "Madame Perichon". Tuvo una agitada vida social, erótica y política. Se dice que fue amante del virrey Santiago de Liniers (noble francés, funcionario de la Corona española) y espía de los británicos, de los portugueses, de los franceses, protectora de contrabandistas y gestora de negocios turbios, tanto en Buenos Aires como en Brasil. El apodo despectivo le fue dado por analogía con el de "La Perricholi".
Hija de Esteban Armando Périchon de Vandeuil (caballero, empleado de la Compañía de Indias, natural de París) y de Juana Magdalena Abeille, nació aproximadamente en 1775, en la entonces isla de Borbón (ahora La Reunión), una de las islas que conforman el archipiélago de las Mascareñas. La familia Périchon había vivido durante siglos en su hotel parisino, en la Rue Saint-Denis.
Contrajo nupcias con el irlandés Thomas O'Gorman en Ville de Port-Louis, en la Isla Borbón (ahora La Reunión), el 12 de febrero de 1792. Arribó al Río de la Plata junto a sus padres, hermanos y esposo en 1797, a bordo de la fragata francesa "María Eugenia".
Falleció en Buenos Aires el 1 de diciembre de 1847, a los 72 años.
En la película Camila, de María Luisa Bemberg, fue interpretada por la actriz Mona Maris.

## Madama Perichon y su familia
Según investigaciones del académico Paul Groussac, la familia de Périchon de Vandeuil era originaria de la ciudad de París, y residió durante varias generaciones en su "hotel" de la calle Saint Denis. Camilo Périchon de Vandeuil, Señor de Vandeuil, una de las personalidades más importantes de la ciudad, por ser su Primer Regidor, se casó con Demoiselle Anne de Barroy de Bligny, y tuvieron una hija llamada Marie Anne Périchon de Vandeuil, antecesora por lo tanto de Ana. Camilo era hermano mayor de Esteban Guillermo, Caballero Recaudador de los Dominios y Bosques de su Majestad en la Generalidad de Moulins, y que contrajo nupcias tres veces. Del segundo matrimonio con Avoye Constante Armanda Montice nació Esteban Armando, en 1746.
En 1770, Esteban Armando entró al servicio de la Compañía de las Indias. Mientras trabajaba allí conoció a la joven Jeanne Magdeleine Abeille, hija de un miembro influyente del Consejo de esa localidad, con la que se casó, y cuya partida de matrimonio, dice textualmente:
"Hoy nueve de julio de mil setecientos setenta, yo el infrascripto certifico haber dado la bendición nupcial en la Iglesia Parroquial de Nuestra Señora de los Angeles, de Pondichéry, al señor Esteban Armando Périchon de Vandeuil, Caballero, empleado de la Compañía, natural de París, parroquia de San Roque, hijo del señor Esteban Guillermo Périchon de Vandeuil, Caballero, Recaudador de los Dominios y Bosques de su Majestad en la Generalidad de Moulins, y de la señora Avoye Constanza Armanda Montice, su madre, de edad de veinticuatro años, y a la señorita Juana Magdalena Abeille, hija del señor Juan José Abeille, Caballero, Consejero en el Consejo Soberano de Pondichéry, de edad de dieciséis años, y después que las amonestaciones han sido publicadas en la Misa mayor de la parroquia, la primera el 1º de julio, y la segunda el 5, la tercera el 8 del mismo mes y año arriba mencionados, sin que exista ningún impedimento. Fueron testigos los señores Simón Lagrenée de Meziere, Consejero en el Consejo Superior de Pondichéry y Segundo Jefe de la Plaza, natural de la Isla de Francia; Pedro Duplant de Laval, ex consejero, natural de París; Luis Pedro Tremolliéres, Secretario del Consejo de Pondichéry, natural de París, que han formado conmigo así como también el esposo y la esposa. Firmado: Fray Sebastián de Nevers, capuchino, misionero apostólico, cura; Juana Abeille Périchon de Vandeuil, Lagrenée de Meziére, Duplant de Laval y Tremolliéres".
Esteban Armando continuó desempeñándose en la Compañía de las Indias hasta 1775, año en que abandonó el cargo al ser nombrado asesor en el Consejo Supremo de Pondichéry. Para entonces, el matrimonio tuvo un hijo primogénito a quien llamaron Jean Baptiste, probablemente nacido hacia 1771. Le siguió otro con los nombres de Esteban María. Eugenio fue el tercer hijo; Luis el cuarto, y María Ana, la última, nació en la Isla de Borbón (ahora La Reunión), hacia 1775.
El progenitor de la familia se distinguió por su valor en la defensa de aquella colonia, en 1778, cuando fue sitiada por los británicos. Después pasó a la Isla de Borbón como miembro del Consejo Superior, cargo al que renunció el 13 de diciembre de 1789. Dice el académico Raúl de Labougle que sus ideas realistas le crearon una situación incómoda en la isla, de la que partió rumbo a las Islas Canarias en 1793.
Respecto del casamiento de Ana Périchon existe también confusión, pues a muchos autores les ha resultado difícil poner en claro si cuando vino a América era soltera, según lo cuenta Groussac.
En realidad, Ana contrajo nupcias en Ville de Port-Louis, en la Isla Borbón, el 12 de febrero de 1792, con Thomas O'Gorman, natural de Irlanda.
Thomas, luego llamado Tomás, era capitán del Regimiento de Welch y sobrino del conocido protomédico de Buenos Aires Miguel O'Gorman.

## Arribo al Río de la Plata
Interesado el jefe de familia por pasar al Río de la Plata, el virrey de esta región, Antonio Olaguer Feliú, decidió obviarle los inconvenientes que se presentaban por ser extranjero y, según el historiador Ezequiel C. Ortega, recurrió este en varias oportunidades a la Corona y a sus mismos consejeros legales. Aun cuando solamente consiguió un rechazo formal en sus primeras gestiones –dice-, luego se obtuvo el permiso solicitado.
Venía a radicarse con su familia, movido quizá, por asuntos políticos o económicos. Se embarcó con su cónyuge, y tres hermanos a bordo de la fragata francesa "María Eugenia", arribando al Río de la Plata en 1797.
La llegada de esta familia fue todo un acontecimiento para la sociedad porteña. Destacábase principalmente don Esteban Armando por ser hombre de posición.
Un documento de época señala que para diciembre de aquel año ambas familias permanecieron en la capital durante una breve temporada. Don Esteban Armando se estableció como comerciante provisoriamente, pero luego se trasladó con su familia a la provincia de Corrientes.
Ana, desde su casamiento, había sido poco feliz porque en seguida comenzaron a relucir los defectos de su cónyuge, debido a la vida desordenada que llevaba y a la incompatibilidad de caracteres
En 1805, Tomás efectuó un viaje a Europa llevando dos buques cargados de frutos del país a Inglaterra, vía Portugal, y, aunque en verdad pertenecían a otras personas los entregó a su hermano, comerciante en Londres, quien los vendió para pagar deudas que tenía Tomás con él. De este viaje regresó acompañado del espía británico James Florence Burke, que fue sindicado como amante de Ana. En 1806, se hizo amigo del coronel William Carr Beresford, principal líder de las Invasiones inglesas, quien le dio el cargo de cobrador del ramo de tabacos. Puso tanto celo en su nuevo trabajo que al producirse la capitulación británica debió embarcarse en un buque del comodoro Home Popham, sin rendir cuentas a los vencidos. Después de la reconquista de Buenos Aires se sabe que se fugó a Río Grande del Sur, en Brasil.

## Su relación con Santiago de Liniers
Según Groussac, mientras el militar francés-español Santiago de Liniers estaba al frente de su columna de milicianos, en defensa de Buenos Aires ante el ataque inglés, el 12 de agosto de 1806, se cruzó con Ana que, desde un balcón, arrojó a sus pies un pañuelo bordado en señal de admiración al vencedor. Liniers lo recogió con la punta de su espada, y con el pañuelo en alto, contestó el saludo con un marcial movimiento. Con 53 años y viudo dos veces, pronto entabló una relación sentimental con Ana.
Durante la defensa de la ciudad, la casa de los Périchon estuvo protegida por una bandera francesa, no obstante lo cual el mayor King, del 5° regimiento inglés, trató de posesionarse de ella, pero sin éxito. El teniente coronel Kington, jefe del 6º de Dragones, que fue mortalmente herido por los Patricios, el 5 de julio, fue llevado por Liniers a la casa de Ana para ser atendido, y aunque se le prodigó grandes cuidados finalmente falleció. Luego de la reconquista de Buenos Aires Liniers, nombrado virrey del Río de la Plata en 1807, vivió abiertamente con la "Perichona" en su casa de la esquina de Reconquista y Corrientes, la que vino a ser uno de los principales centros de reunión de la ciudad y donde se conseguían favores oficiales como ascensos, puestos y concesiones de toda clase por su intermedio.
La gente del pueblo entonces le aplicó un apodo que se repitió comúnmente, designándola como la "Perichona", en referencia a "La Perricholi", apodo de la cantante peruana María Micaela Villegas y Hurtado, amante del virrey del Perú Manuel de Amat y Juniet.

## El escándalo del pueblo
El alcalde Martín de Álzaga, acérrimo enemigo de Santiago de Liniers, en carta al gobierno español manifestaba: "Esa mujer, con quien el virrey mantiene una amistad que es el escándalo del pueblo, no sale sin escolta, tiene guardia en su casa, emplea las tropas del servicio en las labores de su hacienda de campo. Las caballadas y atalajes del tren volante, costeados a expensas del erario real, se mantienen en la ciudad, con solo el destino de ocuparse durante sus caravanas y paseos, en aquella casa frecuentada por el virrey". Y acerca de La Madama –como también se la llamaba-, Álzaga agregaba: "Ha sido almacén y depósito de innumerables negociaciones fraudulentas; la que abrió huellas al extranjero para posesionarse de la ciudad e imponernos el dominio británico en las comarcas rioplatenses; la que ha servido de hospedaje y refugio a los verdaderos espías".
Ezequiel César Ortega escribió que era picaresca, ocurrente, mundana, atractiva, y que se convirtió en la piedra del escándalo del momento según las tétricas descripciones que hacían de ella los miembros del Cabildo.
Entre los allegados a la casa de Ana, aparte de Liniers, debe citarse a Juan José Castelli y Juan Martín de Pueyrredón. William Porter White, estadounidense de conflictiva trayectoria en el Río de la Plata, también pertenecía al círculo de amigos. Probablemente había conocido a O'Gorman y a su esposa en alguna de sus visitas a la isla Mauricio. El 29 de noviembre de 1809 fue bautizado en San Nicolás de Bari (libro 7 folio 148) un hijo de White, y la madrina fue "Da. Ana Perison (sic) de O'Gorman, por medio de Da. Ma. Mercedes San Martín", puesto que la madrina aún no había regresado de un viaje a Brasil.

## Destierro en Río de Janeiro
La reaparición del espía Burke a mediados de 1808, como emisario del almirante Sir Sídney Smith, comandante en jefe de la escuadra británica de estación en Río de Janeiro, sirvió para favorecer las aspiraciones de la infanta Carlota de Borbón. Ésta supuso a Liniers contrario a su utópica regencia por influencia de la Perichona, y Burke le prometió que iba a procurar sacarla del medio. Viendo su fracaso, antes de partir, le mandó a Liniers una carta denunciando a la Perichona, de la que seguramente conocía secretos, a tal punto que la reacción de aquel no se hizo esperar. La desterró en Río de Janeiro. El historiador Vicente Sierra considera que Burke le probó a Liniers que la Perichona trabajaba desde años atrás por la independencia y que era una espía británica.
En la capital carioca su casa se convirtió en refugio de los argentinos expatriados que trabajaban por esa causa (Juan Martín de Pueyrredón, Rodríguez Peña, entre otros), lejos de las autoridades españolas. Se supo que Ana continuó con sus conquistas; entre ellas figuró el embajador británico Lord Strangford. Ello reavivó los celos de Carlota, quien consiguió a través del embajador español, el marqués de Casa de Irujo, que de nuevo fuera deportada, esta vez de regreso a Buenos Aires. Volvió a bordo del Essex, en diciembre de 1809. Como el actual virrey, Baltasar de Cisneros, no quiso recibirla, regresó en abril de 1810 a Río de Janeiro junto con dos hermanos. Fue entonces cuando dirigió a la Audiencia una extensa nota patrocinada por el Dr. Martín José de Segovia. Allí clamaba por "el deshonor de verse arrojada de un pueblo en que tuvo siempre un distinguido rango que no ha desmerecido; el interés de los crecidos bienes que tiene en esta ciudad, y que deben desaparecer entre las manos intermediarias". Alude también en dicha carta al origen y calidades de su familia, emparentada con la de Liniers, a raíz del casamiento de su hermano Juan Bautista –que había sido edecán– con Carmen, hija de aquel, por lo que, según decía, era acreedora a ciertas consideraciones. Y para terminar con las calumnias pedía se abriera un proceso, el que finalmente no tuvo lugar.

## Retorno a Buenos Aires
Carlota, mientras tanto, insistía en sus propósitos vengativos contra Ana, hasta que fue devuelta a Buenos Aires, donde arribó en noviembre del mismo año. Por último, a pedido del capitán Robert Ramsay, del Mistletoe, el buque que la condujo, la Primera Junta le concedió autorización para radicarse en Buenos Aires, siempre que "guarde circunspección y retiro que le encarga el gobierno y que observará por sí misma", instalándose entonces en su casa-quinta de las afueras de la ciudad.
Tras la ejecución de Santiago de Liniers en Cabeza del Tigre, Ana comprendió que los acontecimientos políticos que sobrevendrían iban a cambiar la fisonomía el país. Desde entonces vivió sola en su quinta con sus hijos y esclavos, dedicada a la educación de aquellos.
Durante el gobierno de Juan Manuel de Rosas volvió a ubicarse mejor en la haute société por las relaciones de sus hijos. Recién en 1832 reapareció en la ciudad, como testigo en el juicio de reivindicación de su esclavo Juan de la Cruz, soldado en el Cuerpo de Cazadores Río de la Plata. Prestó declaración ante la justicia, y el 26 de abril de ese año se resolvió la demanda a favor de su hijo Tomás. Por entonces, este se había casado con Concepción Riglos y Lezica, en la que prolongó descendencia, y Adolfo O'Gorman se casó con Joaquina Ximénez Pinto, padres, entre seis hijos, de Camila O'Gorman.
Ana Périchon falleció el 1 de diciembre de 1847, a los 72 años, extendiéndole el certificado de defunción el Dr. Juan Antonio Argerich, amigo de la familia.
Fue sepultada al día siguiente en el Cementerio de la Recoleta, aunque, a pesar de figurar su ingreso en el registro del cementerio, no se sabe a ciencia cierta la ubicación de su tumba. Lo que sí se sabe es que no fue sepultada en la bóveda de Tomás O'Gorman.